# Ayrshire (Schotland)
Ayrshire (Schots Gaelic Siorrachd Inbhir Àir,  [ʃirˠəxk iɲiˈɾʲaːɾʲ]) is een historische county (graafschap) in zuidwest Schotland die zich bevindt aan de kust van de  Firth of Clyde. Het is tevens een administratieve graafschap onder de naam County of Ayr. Enkele belangrijke steden van Ayrshire zijn Ayr, Kilmarnock en Irvine. Zoals de andere graafschappen van Schotland heeft het tegenwoordig geen administratieve functie. Het is daarentegen opgedeeld in de raadsgebieden North Ayrshire, South Ayrshire en East Ayrshire. Het inwonertal van Ayrshire is ongeveer 366.800.

## Geografie
Ayrshire is wat landbouw betreft een van de meest vruchtbare regio's van Schotland. Langs de kust worden aardappels verbouwd met op zeewier gebaseerde bemesting. Verder worden er ook varkensvleesproducten geproduceerd, wortelgroenten verbouwd, en wordt er vee geteeld. Ook zomervruchten zoals aardbeien worden er overvloedig geteeld.

## Geschiedenis
Het gebied dat tegenwoordig Ayrshire vormt was onderderdeel van het gebied ten zuiden van de Muur van Antoninus dat korte tijd door de Romeinen was bezet tijdens het bewind van Keizer Antoninus Pius. Het werd bewoond door de Damnonii van wie wordt vermoed dat zij Britten waren. Later ging het deel uitmaken van het Britse Koninkrijk Strathclyde, dat gedurende de 11e eeuw n.Chr. onderdeel werd van het Koninkrijk Schotland. In 1263 verdreven de Schotten het Noorse leidang-leger succesvol bij een slag die bekend staat als de Slag bij Largs.
Een belangrijk historisch gebouw in Ayrshire is Turnberry Castle. Dit dateert uit de 13e eeuw n.Chr. of vroeger en was mogelijk de geboorteplaats van Robert I van Schotland.